# Núria Añó
Œuvres principales
L'écrivaine morte, Le regard du fils, Nuages bas, Le salon des artistes exilés en Californie
Núria Añó, née le 10 février 1973 à Lérida, est une femme de lettres espagnole de langue catalane.

## Biographie
Elle passe sa jeunesse à Mollerussa. Après avoir étudié l'allemand et la philologie catalane, elle s'installe à Lérida, où elle travaille comme écrivain, traductrice et conférencière.
Son premier roman Els nens de l’Elisa est troisième finaliste du 24e Prix Ramon Llull de littérature catalane. L'escriptora morta (L'écrivaine morte, 2018) est publié en 2008, Núvols baixos (Nuages bas, 2021) en 2009, La mirada del fill (Le regard du fils, 2019) en 2012 et la biographie de Salka Viertel El salón de los artistas exiliados en California (Le salon des artistes exilés en Californie, 2021) en 2020.
Le 1996, elle reçoit le 18e Prix Joan Fuster d’Almenara. Elle obtient aussi des bourses internationales : Nuoren Voiman Liitto (Finlande, 2016), Shanghai Writing Program (Chine, 2016), Baltic Centre (Suède, 2017), IWTCR (Grèce, 2017), Krakow UNESCO City of Literature (Pologne, 2018), Ventspils House (Lettonie, 2019) ou encore International Writing Program (Chine, 2020).

## Thèmes
Elle publie Els nens de l’Elisa en 2006, où elle décrit la vie d’une instructrice et la problématique des adolescents.
Son deuxième roman, en 2008, L’escriptora morta trace le portrait d’une femme vouée à l’écriture qui élève seule sa fille et en paie les conséquences ; le roman présente un questionnement sur la vie et le métier d’écrivain. Elle parle « des réalités et des fictions comme des parties inséparables en matière littéraire, mais aussi de la lutte intérieure et constante qui se cache derrière toute œuvre lorsqu’écrire est devenue nécessaire pour se sentir vivante, pour exister, si on vous le permet. Écrire parce qu’on ne peut pas faire autrement. »
Dans Núvols baixos, elle aborde le retour au passé d’une actrice un peu mûre. Retrouver les amies, retrouver l’enfance et l’adolescence bouleverse tout le petit monde de son village. Núria Añó aime étudier l’univers féminin, observer le comportement des femmes, y trouver une explication ou une raison d’être. Elle le fait avec un regard à la fois objectif et passionné en partageant leurs préoccupations, leurs amours et leurs hantises.
Dans La mirada del fill, elle pose le problème de l’adoption et creuse profondément l’univers familial : rapports entre parents et enfants, rapport entre la mère et la fille, les mystères du couple. À travers les personnages féminins, Paule, la mère, Véra, la grand-mère, Sophie, la petite-amie, elle fait avancer l’action et nous mène vers le dénouement quand le fils est sur le point de quitter l’adolescence et de pénétrer dans le monde des adultes.

## Style littéraire
Añó aime créer des personnages que l’on trouve bien réels avec quelque particularité imprévisible. En tant que personnages certains sont assez atypiques, incompris, solitaires, ce sont plutôt des personnes seules, d’où le fait qu’ils suscitent généralement plus d’intérêt que l’intrigue. Son analyse est riche en psychologie, très soignée, ne laissant rien au hasard, avec un style rigoureux et pénétrant.
Son écriture est marquée par la psychologie du personnage, souvent celle des anti-héros. Le personnage est le trait le plus saillant de son œuvre, il y occupe un statut plus important que le thème. Ainsi, grâce à une introspection féminine et moins sentimentale, elle réussit cet équilibre singulier entre des mondes marginaux parallèles. Ses romans s'ouvrent à une variété de thèmes, ils traitent des problématiques sociales et actuelles les plus importantes telles que l'injustice, l'incommunication entre les individus. La trame de base de ses romans reste souvent inexpliquée. Añó tente, par cet enjeu, d'impliquer le lecteur dans l'événement tel qu'elle le comprend mais aussi dans la découverte des sens profonds qu'il recèle.

## Œuvres

### Romans
- Els nens de l'Elisa; Omicron 2006   (ISBN 84-96496-26-0)  (EAN 9788496496262)
- L'escriptora morta; Omicron 2008  (ISBN 978-84-96496-65-1)
- Núvols baixos; Omicron 2009  (ISBN 978-84-92544-28-8)
- La mirada del fill; Abadia 2012  (ISBN 978-84-96847-77-4)

### Biographie
- El salón de los artistias exiliados en California; Smashwords 2020  (ISBN 9781393594420) (eBook)  (ISBN 9781658631631) (Broché) (Francés)

### Œuvres traduites en français
| Année | Titre | ISBN                                                               |
| ----- | --- | ------------------------------------------------------------------ |
| 2018  | L'écrivaine morte (roman) | (ISBN 978-15-47559-88-6) (ebook) (ISBN 978-15-47560-74-5) (broché) |
| 2019  | Le regard du fils (roman) | (ISBN 978-10-71501-09-2) (eBook) (ISBN 9781071503577) (broché)     |
| 2020  | Nuages bas (roman) | (ISBN 9781071556559) (eBook) (ISBN 978-1071561546) (broché)        |
| 2021  | Le Salon des Artistes exilés en Californie : Acteurs, intellectuels, anonymes fuyant le nazisme, accueillis par Salka Viertel (biographie) | (ISBN 9781071596869) (eBook) (ISBN 978-1667413754) (broché)        |

### Nouvelles
- Lluvia de primavera, La República Literaria 1991.
- Dones i Literatura a Lleida, Ajuntament de Lleida, 1997 (ouvrage collectif).
- VIII Concurs de Narrativa Mercè Rodoreda, Ràdio Molins de Rei, 1997 (ouvrage collectif).
- Estrenes, Universitat de Lleida, 2005 (ouvrage collectif).
- 2066. Objectif réforme, Cafebabel, Paris, 2006.
- Escata de drac, Ajuntament de Lleida, 2012 (ouvrage collectif).
- Fábula, núm. 35, Université de La Rioja, 2013 (ouvrage collectif).
- Issue 3. Grief, When Women Waken, 2014. (ouvrage collectif).
- Resonancias, núm. 127, París, 2014.

### Essai
- Des lettres et des femmes... La femme face aux défis de l'histoire, Peter Lang, 2013 (ouvrage collectif)  (ISBN 978-3-0343-1367-4)
- Les romancières sentimentales: nouvelles approches, nouvelles perspectives, L'ull crític 17-18, Universitat de Lleida, 2014  (ouvrage collectif).